# Диабетическая кома
Диабети́ческая ко́ма — состояние, развивающееся в результате повышения уровня глюкозы в крови у больных сахарным диабетом. Дефицит инсулина или снижение чувствительности к нему ведут к повышению концентрации глюкозы в крови и «голоду» периферических инсулинозависимых тканей, не способных утилизировать глюкозу без участия инсулина. В ответ на «голод» организма в печени начинается синтез глюкозы (глюконеогенез) и кетоновых тел из ацетил-КоА — развивается кетоз, а при недостаточной утилизации кетоновых тел и усугублении ацидоза — кетоацидоз. Накопление недоокисленных продуктов метаболизма, в частности лактата ведёт к развитию лактатацидоза. В некоторых случаях грубые нарушения метаболизма на фоне декомпенсации сахарного диабета приводят к развитию гиперосмолярной комы.
Диабетическая кома может продолжаться очень долго — самый продолжительный в истории случай нахождения пациента в этом состоянии составляет более четырёх десятилетий.

## Гипергликемия
Гипергликемическая кома развивается постепенно, в течение нескольких часов и более, сопровождается сухостью во рту, больной много пьёт, в этот момент уровень глюкозы в крови повышен в несколько раз (в норме 3,3—5,5 ммоль/л). Её появлению предшествуют недомогание, ухудшение аппетита, головная боль, запоры или поносы, тошнота, иногда боли в животе, изредка рвота.
Если в начальный период развития диабетической комы своевременно не начать лечение, больной переходит в состояние прострации (безразличия, забывчивости, сонливости); сознание его затемнено, наступает оглушение, которое позднее сменяется состоянием сопора, а затем и комой. Дыхание сначала в норме, потом становится шумным, а затем приобретает характер Куссмауля: редкое, глубокое, шумное дыхание.
Гипергликемическая кома, как и любая другая, сопровождается полной утратой сознания. Специфические симптомы этой комы: сухая, тёплая на ощупь кожа, запах яблок или ацетона изо рта, слабый пульс, пониженное артериальное давление. Температура тела нормальная или немного повышена. Глазные яблоки мягкие на ощупь.

## Действия по оказанию первой помощи
Если больной потерял сознание, следует уложить его так, чтобы не стеснять его дыхание, и срочно вызвать скорую помощь.
В случае затруднения с дифференциальной диагностикой гипергликемической комы следует провести универсальные мероприятия. Прежде всего больного надо правильно уложить, предотвратить западения языка, ввести воздуховод, затем провести посиндромную терапию — корректировку артериального давления, сердечной и дыхательной недостаточности по показаниям. К одному из универсальных средств при комах следует отнести введение 10—20 мл 40%-й глюкозы внутривенно. При гипергликемической коме это количество глюкозы не вызовет значительного ухудшения метаболических процессов, в то время как при гипогликемической может буквально спасти больному жизнь. Следует иметь в виду, что даже при низком сахаре в крови больной не будет до бесконечности обильно потеть. Если прошло достаточно времени до обнаружения больного, кожные покровы у него будут уже сухими, что может ввести в заблуждение.
При острых интоксикациях внутривенное введение 40%-й глюкозы так же показано, как и при мозговых комах (сдавливании вещества мозга гематомой, ишемическом поражении, отеке мозга). В последнем случае показано также внутривенное введение лазикса (фуросемида) (2—4 мл, если нет значительного снижения артериального давления).
Желательно все-таки уточнить характер комы и проводить также специальное лечение.
Всех больных в состоянии комы невыясненной этиологии доставляют в отделение реанимации, с острыми отравлениями — туда же или в отделение токсикологии, с черепно-мозговыми травмами в нейрохирургическое отделение.